# Opius salmonensis
Opius salmonensis är en stekelart som beskrevs av Fischer 1964. Opius salmonensis ingår i släktet Opius och familjen bracksteklar. Inga underarter finns listade i Catalogue of Life.